# Женская сборная Нигерии по баскетболу 3×3
Женская сборная Нигерии по баскетболу 3×3 представляет Нигерию на международных соревнованиях по баскетболу 3×3. Управляющим органом является Федерация баскетбола Нигерии (англ. Nigeria Basketball Federation, NBBF).
По состоянию на 26 сентября 2024, женская сборная Нигерии по баскетболу 3×3 занимает 106-е место в мировом рейтинге ФИБА женских сборных по баскетболу 3×3.

## Результаты выступлений
| Турнир           | Золото | Серебро | Бронза | Всего |
| ---------------- | ------ | ------- | ------ | ----- |
| Чемпионат Африки | 0      | 1       | 0      | 1     |
| Африканские игры | 1      | 1       | 0      | 2     |
| Итого            | 1      | 2       | 0      | 3     |

### Чемпионат Африки
| Год          | Место          | Игры           | Победы         | Поражения      | Состав команды                                                     |
| ------------ | -------------- | -------------- | -------------- | -------------- | ------------------------------------------------------------------ |
| Ломе 2017    | 2              | 6              | 4              | 2              | Josette Anaswem, Nkem Akaraiwe, Nkechi Akashili, Deborah Nwakamma  |
| Ломе 2018    | 4              | 5              | 3              | 2              | Nkem Akaraiwe, Nkechi Akashili, Fumnanya Linda Ijeh, Grace Okonkwo |
| Кампала 2019 | 4              | 5              | 2              | 3              | Azibaye Mac-Dangosu, Chinwe Okah, Ifunanya Okoro, Gloria Umeh      |
| 2022—н. в.   | не участвовали | не участвовали | не участвовали | не участвовали | не участвовали                                                     |

### Африканские игры
| Год        | Место | Игры | Победы | Поражения | Состав команды                                                                   |
| ---------- | ----- | ---- | ------ | --------- | -------------------------------------------------------------------------------- |
| Рабат 2019 | 1     | 5    | 5      | 0         | Abel Marvellous Chizi, Fumnanya Linda Ijeh, Ifunanya Okoro, Murjanatu Liman Musa |
| Аккра 2023 | 2     | 6    | 5      | 1         | Agatha Ternadoo Agba, Gbihi Cynthia, Isioma Onianwa, Regina Lawrence Donanu      |